# Manés de Guzmán
Manés de Guzmán (Caleruega, provincia de Burgos, Reino de Castilla, c. 1166-Gumiel de Izán, provincia de Burgos, Reino de Castilla, 1235) es un beato de la Iglesia Católica, castellano, segundo hijo de Félix de Guzmán y de Juana de Aza. Su hermano menor fue Domingo de Guzmán, fundador de la Orden de Predicadores, y a quien Manés ayudó en sus fines reformadores a lo largo de toda su vida. Su hermano mayor fue Antonio de Guzmán.

## Biografía
Nació en Caleruega (actualmente parte de la provincia de Burgos) hacia 1166. Recibió las primeras enseñanzas de sus padres y de su tío el arcipreste Gonzalo de Aza en Gumiel de Izán. Se cuenta de él que pudo entrar en un monasterio cisterciense en la comarca de Caleruega. Estuvo presente en la dispersión de los frailes dominicos el 15 de agosto de 1217.
Fue enviado a París junto a otros frailes españoles y allí colaboró a la fundación del convento de Saint-Jacques (Santiago). Su hermano Domingo dispuso que, acompañado de fray Miguel de Fabra, realizara un viaje a España para así consolidar y afianzar las nuevas casas de la Orden en su país de origen. En 1219, le fue encomendada por su hermano Domingo la atención de las monjas dominicas del convento de Madrid.
Tras la canonización de su hermano (3 de julio de 1234), marchó a Caleruega para proponer la construcción de una iglesia en el lugar en el que había nacido el nuevo santo, lugar que sería más tarde monasterio de contemplativas, aún existente. 
Murió en el monasterio de San Pedro de Gumiel de Izán y allí fue enterrado, donde ya yacían algunos miembros de su familia, entre ellos su madre, Juana de Aza. Al gozar de fama de santidad, fue enterrado con toda clase de honores. Cuando comenzaron a darle culto trasladaron sus reliquias del panteón de su familia al altar mayor, allí estaban expuestas a la veneración pública, juntamente con otras muchas de otros santos, traídas de Colonia.
El Papa Gregorio XVI lo declaró beato.

## Semblanza espiritual

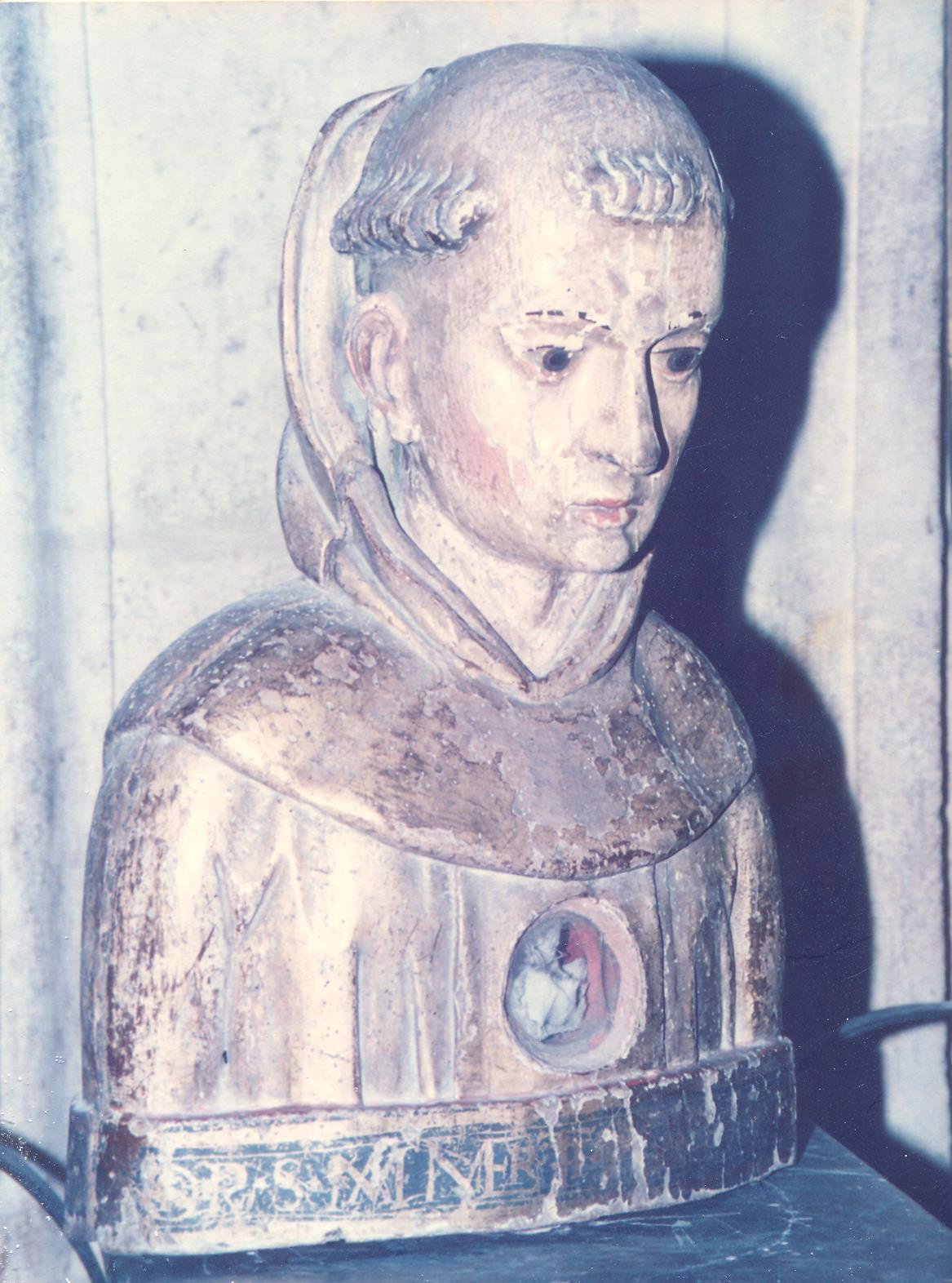
Busto relicario del beato Manés en la iglesia de Santa María (Gumiel de Izán)

Todas las fuentes destacan en Manés (Mamés o Mamerto) su carácter recogido y contemplativo. Dando por hecho que fuera el segundo de los tres hermanos, y en función de los roles asignados en la época, el lugar de Manés en la familia Guzmán y Aza pudo ser en ocasiones más discreto que el de los otros dos hermanos que tuvieron más protagonismo en función de su condición de primogénito (Antonio) y de la trayectoria del pequeño (Domingo). Habría que preguntarse si el rol familiar de Manés forjó su carácter discreto y sencillo, o bien si éste fue reforzado por tal.
En la personalidad de Manés podemos adivinar rasgos comunes con Domingo: austeridad, sobriedad y rudeza del varón castellano. También coinciden en la inclinación y curiosidad por ir más allá de los amplios horizontes de Castilla. Su espíritu de servicio y acoplamiento al proyecto fundacional de su hermano muestra que tiene talante de gregario y hombre de segunda línea y no por ello menos importante.
Igualmente, Manés deja entrever un talante comunitario, obediente y en función de la misión que se le presentaba. Su forma de ser y su manera de hacer muestra un destello dominicano: hacerse a sí mismo mientras se hace la comunidad y viceversa, hacer la comunidad mientras se hace uno mismo.
Importancia para la posteridad de la Orden
Hay que reconocer que la importancia de Manés para la posteridad y para la Orden está muy supeditada a su condición de hermano de Domingo. De hecho, su popularidad apenas trasciende en la práctica los límites de su Caleruega natal. Pero eso no oculta su importancia como compañero de Domingo, no sólo en su infancia en Caleruega, sino también en algunos años en el sur de Francia. Con el tiempo, Manés no sólo se mostrará como hermano de sangre sino también como hermano en la fe y en la esperanza de salvar almas. Domingo lo siente a su lado y confía en él. Le encarga al tiempo una misión de gran importancia para su proyecto. Los resultados de los encargos realizados por Manés hablan por sí solos.

### Su obra y su herencia
No destaca Manés por su obra escrita, y sí por sus obras en el desarrollo de la Orden. Su principal aportación es la de compartir con su hermano Domingo el proyecto fundacional, un apoyo afectivo y efectivo que sin duda Domingo agradecería. Sus huellas principales nos remiten al celo con que cumplió el encargo de Domingo de atender a las monjas. Finalmente, su principal herencia fue la de mantener viva la tradición y el recuerdo de Domingo en diversas formas: promoción de monasterios y conmemoración en Caleruega de la vida del santo.

## Citas
Es una de las figuras más queridas en la familia dominicana al ser hermano de sangre de Santo Domingo y su acompañante en la labor de fundación de la Orden.

«Era un hombre contemplativo y santo»
Fray Gerardo de Frachet

«Suave, humilde, jovial y benigno y ardoroso predicador»
Fray Rodrigo Cerrato